# دانشگاه تل‌آویو

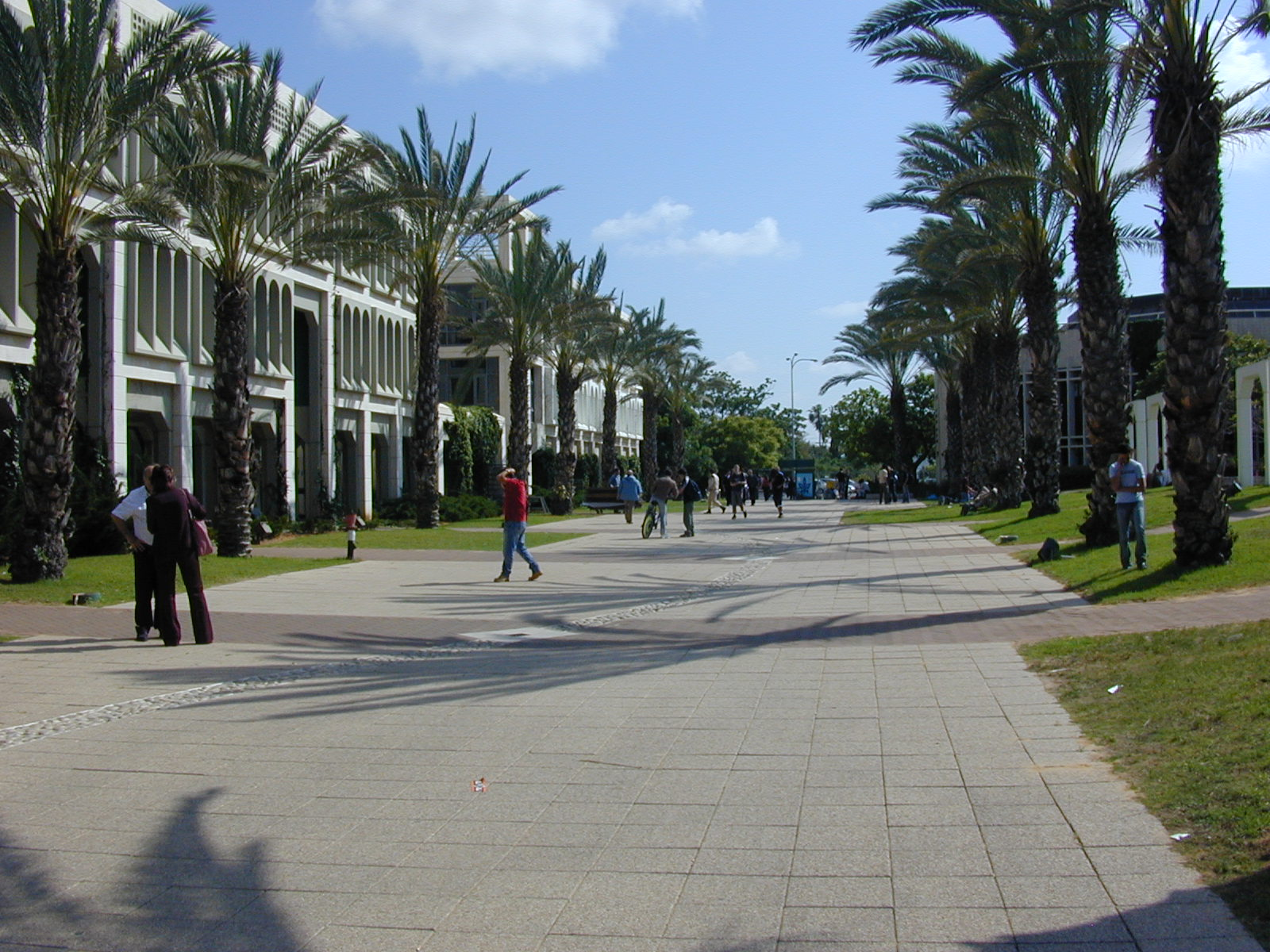
بلوار دانشکده مهندسی دانشگاه تل آویو

دانشگاه تل‌آویو (به عبری: אוניברסיטת תל אביב) یک دانشگاه تحقیقاتی دولتی در کلان‌شهر تل‌آویو اسرائیل است که در سال ۱۹۵۶ میلادی بنیان‌گذاری شده و اکنون بزرگترین دانشگاه اسرائیل می‌باشد. با وجود این‌که دانشگاه تل‌آویو سال‌ها پس از تأسیس دانشگاه عبری اورشلیم برپا شد، اما به‌سرعت توسعه یافت و ظرف چند سال به بزرگ‌ترین دانشگاه اسرائیل با ۱۰۶ بخش و دانشکده و ۹۰ مرکز پژوهشی و علمی و دو مدرسه تحصیلات عالی را نیز زیر نظارت خود دارد.
دانشگاه تل‌آویو در سال ۱۹۵۶ شکل گرفت، زمانی که سه واحد آموزشی به هم پیوستند تا این دانشگاه را تأسیس کنند. محل اصلی دانشگاه با مساحت ۶۹ هکتار (۱۷۰ جریب فرنگی) در محله رمات آویو شهر تل‌آویو واقع شده بود که بعدها به ۸۹ هکتار (۲۲۰ جریب فرنگی) گسترش یافته است.
این دانشگاه با بیش از ۳۰٬۰۰۰ دانشجو، این دانشگاه بزرگترین دانشگاه کشور است. واقع در شمال‌غربی تل‌آویو، این دانشگاه مرکز آموزش و تحقیقات شهر است و شامل ۹ دانشکده، ۱۷ بیمارستان آموزشی، ۱۸ مرکز هنرهای نمایشی، ۲۷ مدرسه، ۱۰۶ دپارتمان، ۳۴۰ مرکز تحقیقاتی و ۴۰۰ آزمایشگاه می‌باشد. این دانشگاه در رده ۷ ام جهان توسط شاخص داده‌های PitchBook قرار دارد.
موزه مردم‌شناسی دانشگاه تل آویو به نام «خانه پراکندگی‌ها» یا «موزه ملت یهود»، وابسته به دانشگاه تل‌آویو است و در مجموعه دانشگاه واقع شده‌است. موزه مردم یهود یک مؤسسه است که داستان پیوسته‌ی مردم یهود را روایت می‌کند. این موزه در تاریخ ۱۰ مارس ۲۰۲۱ به عموم بازگشایی شده است و به جشن و کاوش تجربیات، دستاوردها و روح جامعه یهودی از زمان‌های کتاب مقدس تا به امروز می‌پردازد. این مؤسسه از طریق برنامه‌های آموزشی خود، سعی دارد تا ارتباط مردم یهود را با ریشه‌هایشان برقرار کند و هویت یهودی شخصی و گروهی آنان را تقویت کند. موزه داستان چندگانه‌ای از فرهنگ، ایمان، هدف و اعمال یهود را ارائه می‌دهد، به عنوان یک دیدگاه از تاریخ و تجربه‌های جامعه یهودی امروز.

## تاریخچه
ریشه‌های دانشگاه تل‌آویو به سال ۱۹۵۶ بازمی‌گردد، زمانی که سه موسسه تحقیقاتی: دانشکده حقوق و اقتصاد تل‌آویو (تأسیس شده در سال ۱۹۳۵)، موسسه علوم طبیعی (تأسیس شده در سال ۱۹۳۱) و موسسه آکادمیک مطالعات یهودی (تأسیس شده در سال ۱۹۵۴) – به هم پیوستند تا دانشگاه تل‌آویو را تشکیل دهند. ابتدا تحت نظارت شهرداری تل‌آویو فعالیت می‌کرد، اما در سال ۱۹۶۳ استقلال به دست آمد و جورج اس. وایز از آن سال تا ۱۹۷۱ به عنوان نخستین رئیس دانشگاه فعالیت داشت. در همان سال، محل دانشگاه در منطقه رمات آویو با مساحت ۱۷۰ اکر (۰.۶۹ کیلومتر مربع). رؤسای بعدی آن عبارتند از: یووال نعمان از ۱۹۷۱ تا ۱۹۷۷، حیم بن‌شاهار از ۱۹۷۷ تا ۱۹۸۳، موشه منی از ۱۹۸۳ تا ۱۹۹۱، یورام دینشتاین از ۱۹۹۱ تا ۱۹۹۹، ایتامار رابینوویچ از ۱۹۹۹ تا ۲۰۰۶، زویی گالیل از ۲۰۰۶ تا ۲۰۰۹، یوزف کلافتر از ۲۰۰۹ تا ۲۰۱۹ و آریل پورات از سال ۲۰۱۹.
دانشگاه همچنین نظارت تحصیلی بر مرکز طراحی فناوری در حولون، دانشگاه جدید تل‌آویو-یافا، و دانشکده فنی افیکا در تل‌آویو را نیز بر عهده دارد. ایستگاه فضایی وایز در منطقه میتسپه رامون در صحرای نقب واقع شده است. دانشگاه تل‌آویو بیش از ۱۳۰ موسسه و مرکز تحقیقاتی دارد.

## مرکز مطالعات خاورمیانه و آفریقای دانشگاه تل‌آویو

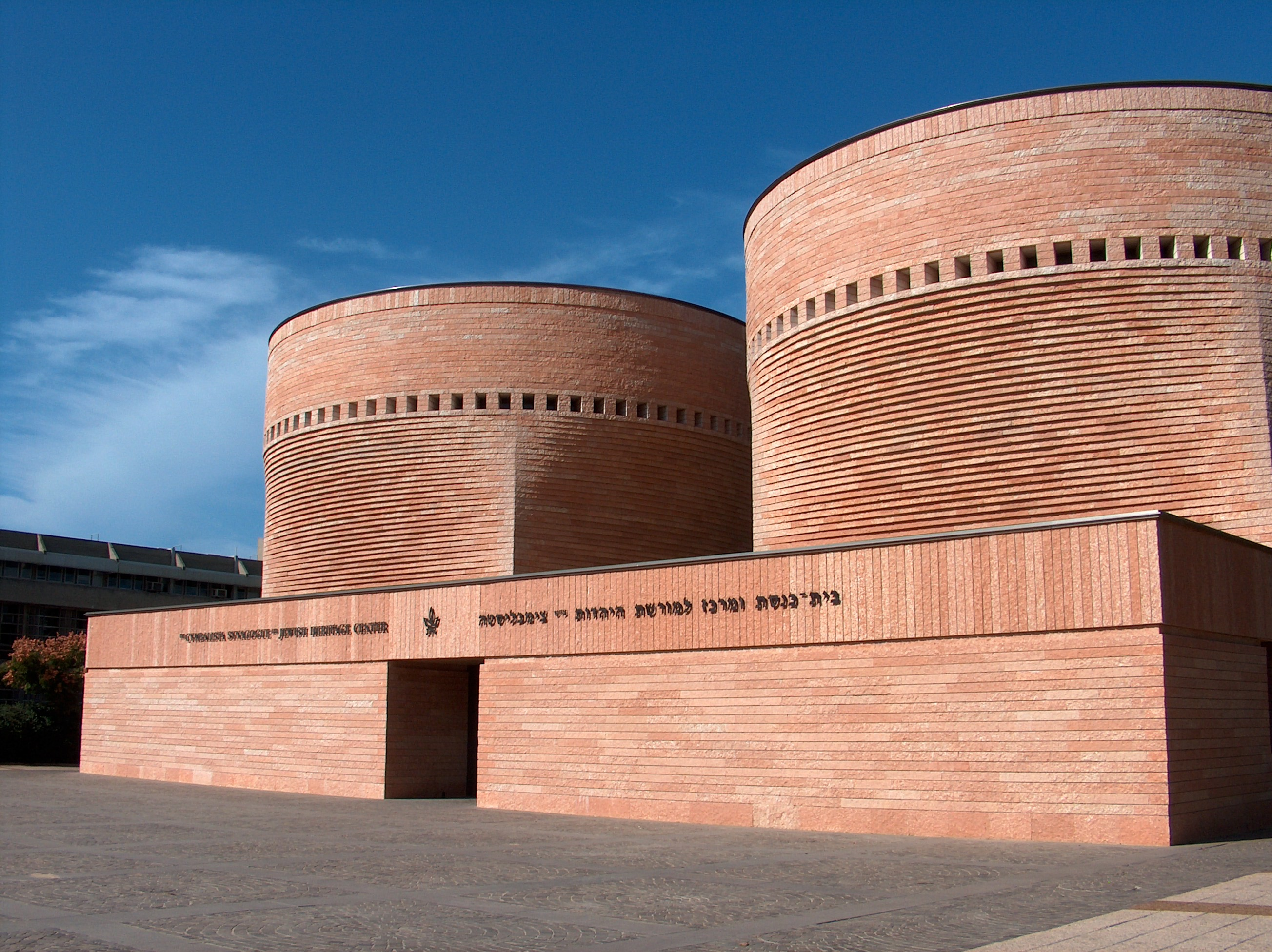
کنیسه سیمبالیستا و مرکز میراث یهود در دانشگاه تل آویو، اثر ماریو بوتا

دانشکده مطالعات خاورمیانه و آفریقای دانشگاه تل آویو، یکی از مهم‌ترین مراکز مطالعات خاورمیانه در جهان محسوب می‌شود.

## مرکز ایران‌شناسی دانشگاه تل‌آویو
دانشگاه تل آویو همچون دیگر دانشگاه‌های مهم کشور اسرائیل، دارای مرکز ایران‌شناسی است. هم‌اکنون ریاست «بخش ایران‌شناسی» دانشگاه تل آویو برعهده پروفسور داوید منشری است. تحقیقات منشری درباره سیاست، جامعه و دین ایران، اسلام سیاسی شیعه و تاریخ آموزش در خاورمیانه تمرکز دارد.

## دانشجویان و دانشکده‌ها

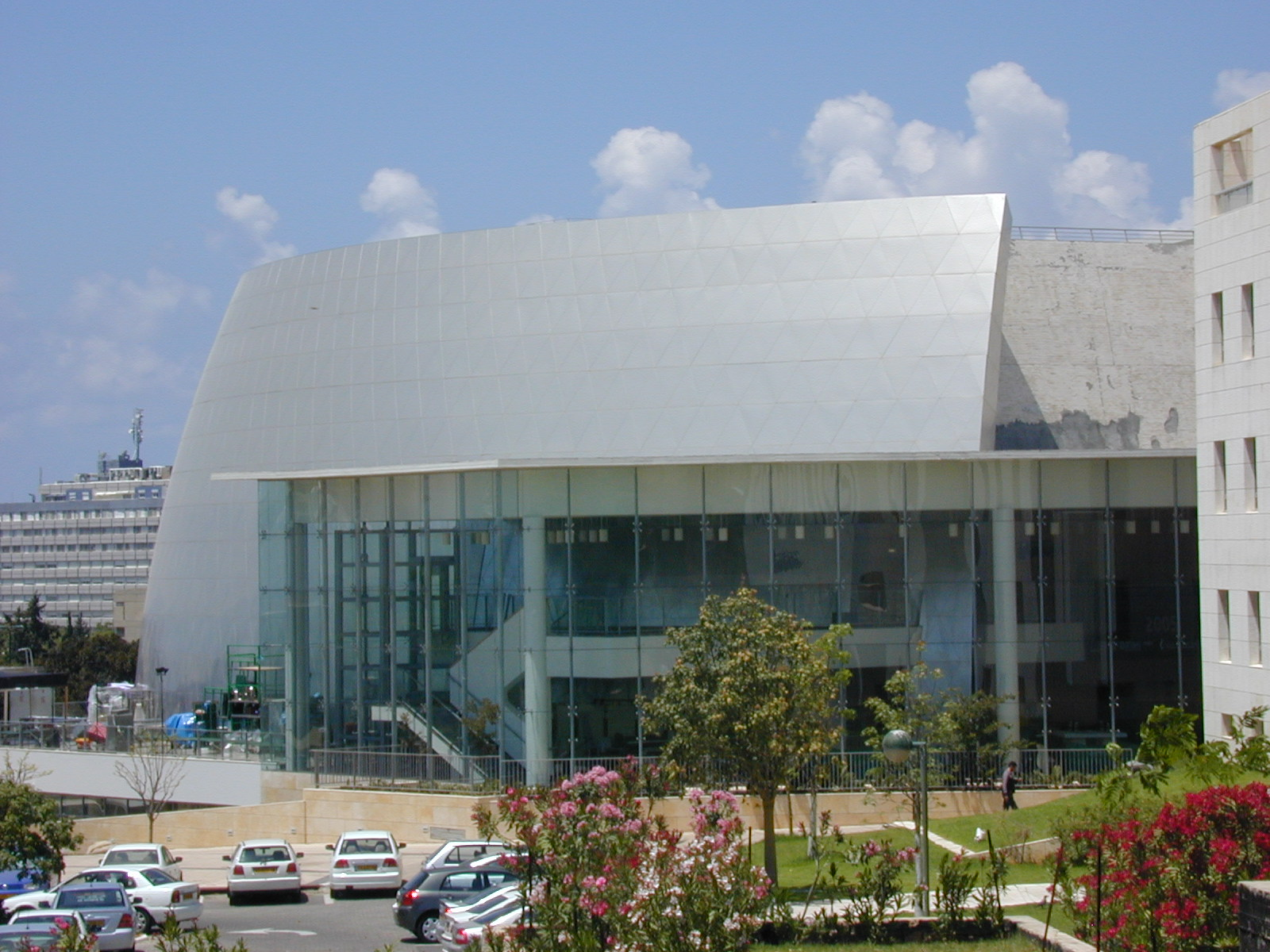
استادیوم ورزشی سرپوشیده دانشگاه تل‌آویو.

هم‌اکنون دانشگاه تل آویو در حدود ۲۹۰۰۰ دانشجو دارد. برخی از دانشکده‌های دانشگاه تل آویو عبارت‌اند از:
- انواع دانشکده‌های علوم مهندسی
- دانشکده هنرهای زیبا
- دانشکده علوم کامپیوتر
- دانشکده عالی مدیریت
- دانشکده عالی قضایی
- دانشکده علوم پزشکی
- دانشکده عالی تربیت معلم
- دانشکده عالی علوم طبیعی
- دانشکده عالی علم و مواد
- دانشکده علوم انسانی

## استادان برجسته
- یاکیر آهارونوف،  physicist
- Noga Alon, mathematician
- Yitzhak Arad, historian

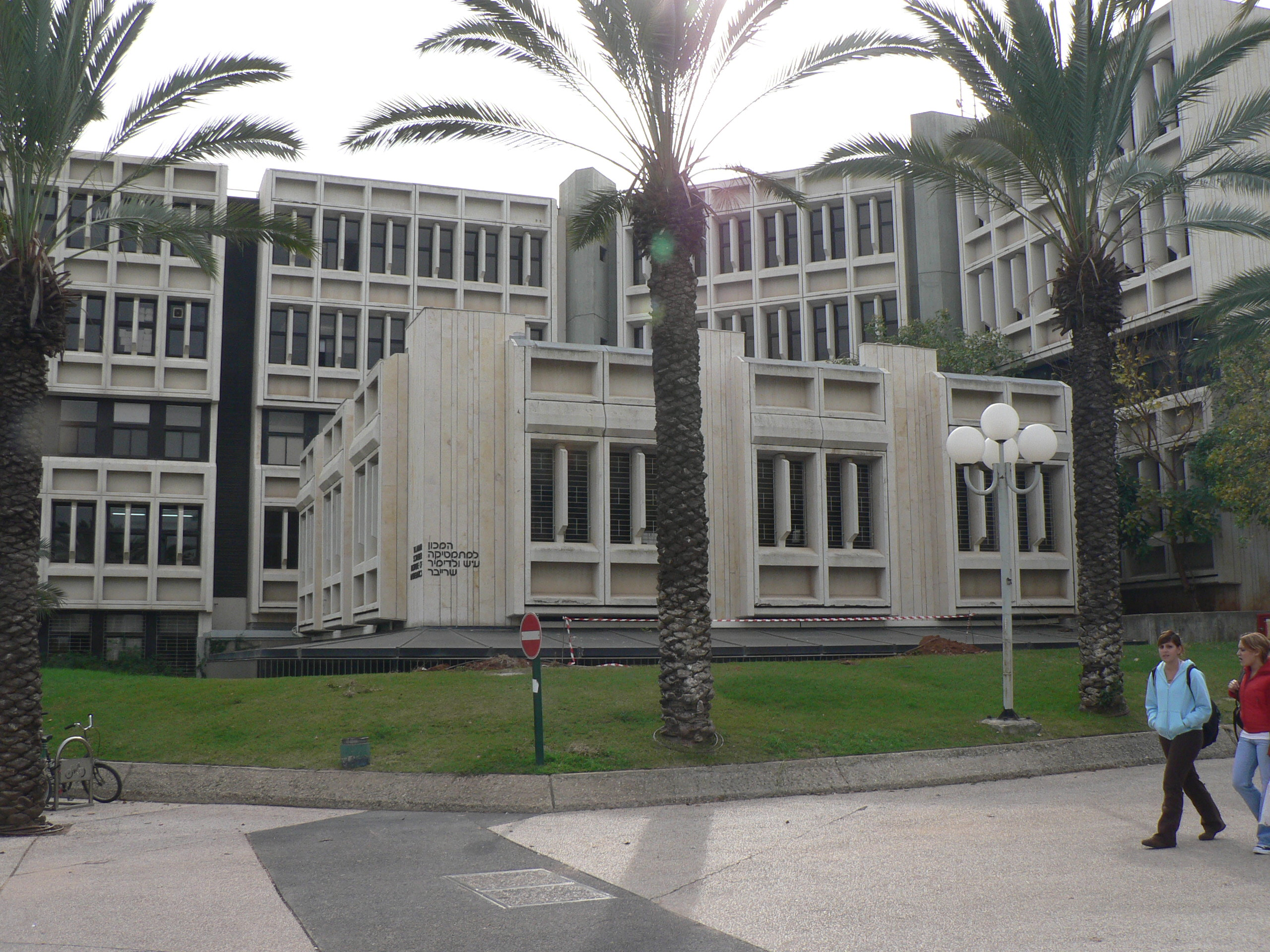
دانشکده ریاضیات دانشگاه تل آویو.

- Shlomo Ben-Ami, historian, former Minister of Foreign Affairs
- Joseph Bernstein, mathematician
- Uzi Even, chemist and political activist for LGBT rights
- Israel Finkelstein, archaeologist
- Joshua Jortner, physical chemist
- Asa Kasher, philosopher and authority on Ethics, author of IDF's Code of Conduct
- اتگار کرت،  author
- Zvi Laron, paediatric endocrinologist
- Amnon Jackont, author
- Fred Landman, semanticist
- Orna Lin, lawyer
- Vitali Milman, mathematician
- یووال نیمان،  physicist, former minister of Science and Technology
- Baruch Modan, oncologist
- Aviad Raz, sociologist
- Tanya Reinhart, linguist
- Amnon Rubinstein, former Dean of Law, also former Education minister
- Ariel Rubinstein, economist
- Anita Shapira, historian
- Edna Shavit, drama
- Boris Tsirelson, mathematician
- Lev Vaidman, physicist
- Moshe Wolman, neuropathologist
- Amotz Zahavi, biologist